# Гај Карлтон
Гај Карлтон, 1. барон Дорчестер (енгл. Guy Carleton, 1st Baron Dorchester; 3. септембар 1724 – 10. новембар 1808), је био енглеско-ирски војник и управник. Два пута је служио као гувернер провинције Квебек, од 1768. до 1778, истовремено и као генерални гувернер Британске Северне Америке, и још једном од 1785. до 1795.
Командовао је британском војском у Америчком рату за независност. Водио је одбрану Квебека током напада побуњеника 1775. и контраофанзиву која је протерала побуњенике из провинције. Од 1782. и 1783. био је врховни заповедник свих британских снага у Северној Америци. У том својству је био значајан због испуњења обећања Круне о ослобађању робова који приступе Британцима. Такође је надгледао евакуацију британске војске, лојалиста и више од 3.000 ослобођених робова из Њујорка у неке друге британске колоније.
Војна и политичка каријера Гаја Карлтона је била преплетна са каријером његовог млађег брата Томаса Карлтона. Томас је служио под братобљевим заповедништвом у Канади.